# Christoffer Eriksson (handbollsspelare)
Christoffer Erik Eriksson, född 27 januari 1995 i Skövde, Västergötland, är en svensk handbollsspelare som mellan 2013/2014 och 2016/2017 spelade för IFK Skövde HK. Efter Skövde bytte Eriksson klubb till HK Country, som ligger utanför Skövde, och där har han fram till säsong 2021/2022 gjort 92 mål.
Christoffer Eriksson var starkt bidragande till föra tillbaka HK Country till division 1 genom att vinna division 2 väst säsongen 2022/2023. Eriksson, som slutade i toppen av seriens skytteliga, röstades fram av spelare och ledare i klubben till "Årets spelare" i HK Country. 